# Breuer Albert
Breuer Albert (Gölnicbánya, 1870. december 3. – Budapest, 1930. augusztus 11.) állatorvos, higiénikus, egyetemi tanár.

## Életpályája
Breuer Pál és Dirner Róza fiaként született. Nagybátyja Dirner Gusztáv Adolf (1855–1912) szülész-nőgyógyász. 1892-ben a budapesti Állatorvosi Akadémián diplomázott. 1892–1895 között az akadémia kórbonctani intézetében tanársegéd volt. Ezután Cegléd állatorvosa lett. 1897-ben Budapest szolgálatába lépett. Ezután a Közvágóhídon dolgozott. 1901–1929 között a Hússzemle meghívott előadója volt. 1903–1930 között a Fővárosi Vágóhíd állategyészségügyi igazgatója volt. 1910-ben az állatorvosi tisztivizsgabizottság tagja lett. 1912–1930 között a Magyar Állatorvosok Egyesületének alelnöke volt. 1915-től az Állatorvosi Főiskola nyilvános rendkívüli tanára lett. 1923-ban megbízták a közvágóhidak és állatvásárok igazgatásával is. 1924-ben tiszteletbeli állatorvosdoktorrá avatták. 1929-ben a Fővárosi Vágóhíd állategészségügyi igazgatójaként ment nyugdíjba.
Főleg a vágóhídi húsvizsgálat elméleti és gyakorlati kérdéseivel foglalkozott. Több közleménye jelent meg. Az Állatorvosi Lapok Hússzemle mellékletének szerkesztője, a budapesti vágóhíd állat-egészségügyi igazgatója. Oktató, szakirodalmi tevékenységén felül a húsvizsgálat korszerűsítésében és országos szervezésében szerzett érdemei tették ismertté nevét.
Sírja a Fiumei úti sírkertben volt (55-2-40).

## Művei
- A szarvasmarhák gümôkórja vágóhídi statisztika alapján (1900)
- A Budapest székesfővárosi közvágóhíd és marhavásár ötvenéves története, 1872-1922 (Budapest, 1928)